# Miagrammopes similis
Miagrammopes similis är en spindelart som beskrevs av Kulczynski 1908. Miagrammopes similis ingår i släktet Miagrammopes och familjen krusnätsspindlar. Inga underarter finns listade i Catalogue of Life.